# Tural Abbasov
Tural Abbasov (Baku, 25 aprile 1990) è un ex nuotatore azero, specializzato negli stili libero, farfalla e dorso.

## Biografia
Rappresentò l'Azerbaigian ai Giochi olimpici estivi di Pechino 2008, dove ottenne il 78º tempo nelle batterie dei 50 m stile libero e fu eliminato.
Partecipò ai mondiali di Melbourne 2007 e Roma 2009, gareggiando in diverse specialità.